# Имгоф-Блумер, Фридрих
Фри́дрих Имгоф-Блу́мер (нем. Friedrich Imhoof-Blumer; 1838, Винтертур, Швейцария — 1920, там же) — швейцарский нумизмат.
Своё великолепное собрание швейцарских монет (11 000 шт.) он подарил в 1871 году родному городу Винтертуру и с этого времени посвятил себя исключительно изучению греческих древностей. Во время своих далеких путешествий Имгоф-Блумеру удалось собрать коллекцию древнегреческих монет (до 16 000 шт.) и тысячи слепков с античных монет. Описал свою коллекцию в «Monnaies grecques» (Лпц., 1883).
Член Австрийской, Баварской, Гёттингенской, Прусской и Нидерландской научных академий.